# Кеннеди, Майлз
Майлз Кеннеди (англ. Myles Kennedy, имя при рождении — Майлз Ричард Басс (англ. Myles Richard Bass); род. 27 ноября 1969) — американский музыкант, играл в группах Citizen Swing, The Mayfield Four. Наиболее известен как вокалист и гитарист Alter Bridge, а также как вокалист и ритм-гитарист сольного проекта гитариста Guns N' Roses Слэша, вместе с которым они записали альбомы Apocalyptic Love и World on Fire. В 2008 году Кеннеди участвовал в проекте бывших участников Led Zeppelin, однако проект не увидел свет.

## Биография
Кеннеди родился 27 ноября 1969 года в Бостоне, штат Массачусетс. В детстве он переехал в Спокан, штат Вашингтон, где вырос на ферме в христианской семье. Отец Ричард Басс умер, когда Майлзу было 4 года. Его мать вышла замуж во второй раз и сменила фамилию на Кеннеди. Воспитывался как христианин, но позднее стал агностиком.
Свою карьеру он начал в 1990 году в качестве гитариста в инструментальном джазовом ансамбле Cosmic Dust, с которым он записал один студийный альбом. Со своей следующей группой Citizen Swing он записал два альбома, после чего в 1995 году группа распалась.
В 1996 Майлз Кеннеди основал группу The Mayfield Four, с которой записал два альбома, Fallout (1998) и Second Skin (2001). Группа прекратила своё существование в 2002 году.
В 2001 году сыграл роль Майка (одного из второстепенных персонажей) в фильме Рок-звезда.
В 2003 году женился на Селене Франк, работающей воспитательницей детского приюта.
В 2004 году распалась группа Creed. Три её участника (гитарист Марк Тремонти, басист Брайан Маршалл и барабанщик Скотт Филлипс) решили продолжить творческую деятельность вместе, сменив название на Alter Bridge. Высоко оценив вокальные способности Майлза Кеннеди, они предложили ему занять позицию вокалиста, на что он ответил согласием. По состоянию на сентябрь 2013 года, группа выпустила 4 полноформатных альбома без каких-либо изменений в составе.

## Дискография
Cosmic Dust
- Journey (1991)

Citizen Swing
- Cure Me with the Groove (1993)
- Deep Down (1995)

The Mayfield Four
- Fallout (1998)
- Second Skin (2001)

Alter Bridge
- One Day Remains (2004)
- Blackbird (2007)
- AB III (2010)
- Fortress (2013)
- The Last Hero (2016)
- Walk The Sky (2019)
- Pawns & Kings (2022)

Slash
- Slash (2010)
- Made in Stoke 24/7/11 (2011)
- Apocalyptic Love (2012)
- World on Fire (2014)
- Live At The Roxy 25.9.14 (2015)
- Living the Dream (2018)
- 4 (2022)

Сольные альбомы
- Year of the Tiger (2018)
- The Ides of March (2021)
- The Art of Letting Go (2024)